# Frente Popular (Chile)
Die Frente Popular (Frente) war eine Volksfront-Regierung in Chile, die 1938 bis 1941 regierte. Das Bündnis des linksliberalen Partido Radical (Radikale Partei) und der beiden Arbeiterparteien Partido Socialista (Sozialistische Partei) und Partido Comunista (Kommunistische Partei) war 1936 gegründet worden und zerbrach formell bereits 1941. Allerdings regierten radikale Präsidenten mit Unterstützung der Linksparteien bis 1952 weiter. Jahrzehnte später bildete sich das Linksbündnis Unidad Popular, das ebenfalls gelegentlich als Volksfront bezeichnet wird. Allerdings unterscheiden sich die Frente von 1936 und die UP deutlich voneinander.

## Vorgeschichte

### Regierung Alessandri
Anfang der 1930er Jahre war Chile sehr schwerer von der Weltwirtschaftskrise getroffen worden. Unmittelbare Folge war, das der Diktator Carlos Ibañez del Campo aus dem Amt gejagt wurde. Daraufhin folgten zwei Jahre des politischen Chaos. Erst die Wahl von Arturo Alessandri 1932 konnte das Land stabilisieren. Alessandri, der 1920 bis 1924 eine progressiv-populistische Regierung geleitet hatte, entwickelte in seiner zweiten Amtszeit aber immer mehr repressive Tendenzen. Die Zentrumspartei Partido Radical  (PR) war zwar Mitglied von Alessandris Regierungskoalition, trat aber immer mehr in Distanz zum Präsidenten.  Die wichtigsten Punkte des Konflikts waren:
- die zunehmende Repression gegen Linke und Arbeiter, unter anderem durch die von der Regierung protegierten paramilitärischen Milicias Republicanas
- die liberale Wirtschaftspolitik von Finanzminister Gustavo Ross
- ein neues Scheidungsgesetz und andere Religionskonflikte

Als nach Wahlerfolgen der Sozialisten ein Linksschwenk auch wahltaktisch für die PR opportun erschien, gewann der linke Flügel der Partei um Gabriel González Videla immer mehr die Oberhand über Skeptiker wie Pedro Aguirre Cerda und Domingo Durán. Nach der Niederschlagung eines Eisenbahnerstreiks im Februar 1936 verließ die PR die Regierung und noch im gleichen Jahr wurde die Frente Popular gegründet.

### Nationalsozialistische Bewegungen
Anfang der 1930er Jahre wurden in Chile nationalsozialistische und faschistische Bewegungen gegründet, darunter  die Nationalsozialistische Bewegung Chiles (Movimiento Nacional-Socialista de Chile) mit ihrem "Führer" (jefe) Jorge González von Marées und im Süden des Landes Auslandsortsverbände der deutschen NSDAP. Diese Gruppen blieben zwar immer Splitterparteien, aber angesichts des Aufstiegs Adolf Hitlers und des heraufziehenden Zweiten Weltkriegs spielten sie in der politischen Debatte auch in Chile eine dominante Rolle.

### Volksfront-Politik der Komintern
In Europa hatte nach dem Ersten Weltkrieg der Aufstieg von faschistischen Bewegungen begonnen. 1922 übernahm Benito Mussolini die Macht in Rom. 1933 folgte die Machtergreifung Hitlers in Berlin. 1936 schließlich begann in Spanien der erste offene Krieg zwischen den Faschisten um Francisco Franco und Republikanern. Diese Entwicklung ließ die Führung der Kommunistischen Internationalen einen Strategiewechsel vollziehen, der eine ideologische Kehrtwende bedeutete. Bisher hatte die von der KPdSU dominierte Komintern für alle kommunistischen Parteien weltweit eine strenge Abgrenzung sowohl von allen „bourgeoisen“ Parteien wie auch von anderen Linksparteien vorgeschrieben. Dies ging so weit, dass im Rahmen der Sozialfaschismusthese die Sozialdemokratie als Hauptfeind gesehen wurde. Die 1934 verkündete Volksfront-Strategie stellt dies auf den Kopf. Im Kampf gegen den Faschismus sollten die Kommunisten nun weltweit breite Bündnisse mit sozialistischen und progressiven bürgerlichen Parteien schmieden. Die berühmtesten Volksfronten wurden 1935 als Front populaire unter Léon Blum in Frankreich und im folgenden Jahr als Frente Popular in Spanien gegründet. Insgesamt gab es weltweit in den 1930er Jahren mindestens 17 Volksfronten. Der Deutsch-sowjetische Nichtangriffspakt beendete 1939 die Volksfront-Politik der Komintern.

## Die Frente 1936–41

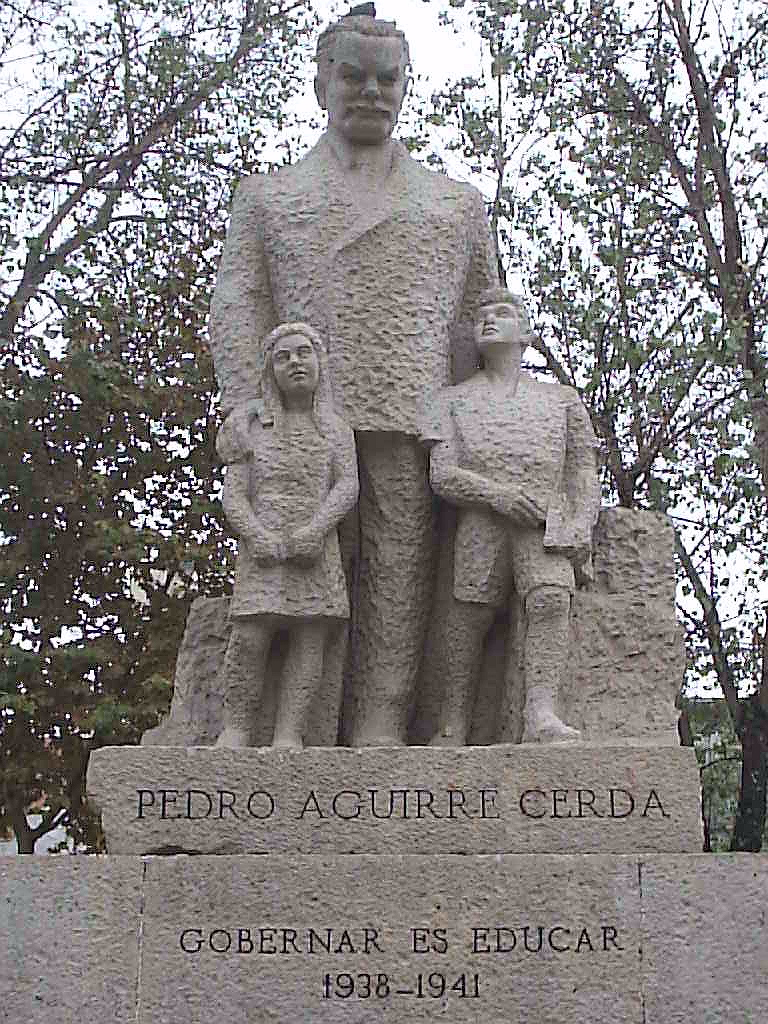
Pedro Aguirre Cerda

### Gründung
Die Frente Popular in Chile wurde am 2. April 1936 gegründet. Der unmittelbare Anlass war eine Nachwahl für den Senator der Región del Bío-Bío (die die Frente gleich verlor). Die Wahl eines Präsidentschaftskandidaten für die Wahl 1938 stellte das Bündnis vor eine erste schwere Zerreissprobe. Die PS wollte ihren Parteivorsitzenden Marmaduque Grove durchsetzten, während die PR auf einen Radikalen bestand, wobei letzterer von der Kommunistischen Partei unterstützt wurde. Nach elf erfolglosen Abstimmungen ohne eine 2/3 Mehrheit für einen der Kandidaten machte Grove durch seine Aufgabe den Weg frei für den radikalen Pedro Aguirre Cerda.
Parallel mit dem Bündnis der Mitte-links-Parteien schlossen sich 1936 auch die wichtigsten Gewerkschaften zur Confederación de Trabajadores de Chile (CTCH) zusammen. Die CTCH hatte vier Vorläufergewerkschaften, von denen drei den Parteien der Frente nahestanden.
- Federación de Obreros de Chile (FOCH), kommunistisch
- Confederación General de Trabajadores (CGT), anarchistisch
- Confederación Nacional Sindical de Chile, sozialistisch
- Asociación de Empleados de Chile, radikal

Die CTCH wurde ebenfalls Mitglied der Frente Popular, erlangte aber nie größeren Einfluss. Der wichtigste Grund hierfür war die starke Dominanz von PC und PS, die die bis Mitte der 1930er Jahre traditionell starken anarchistischen Tendenzen der chilenischen Gewerkschaftsbewegung unterdrückten. 1946 zerbrach die CTCH an der Haltung der Gewerkschaft zu einer Welle von Streiks.
Mitglieder der Frente waren neben den drei großen Parteien und der größten Gewerkschaft CTCH auch die Splitterparteien Partido Democrático und Partido Radical Socialista sowie soziale Bewegungen wie die Frente Único Araucano oder das Movimiento Pro-Emancipación de las Mujeres de Chile (MEMCh).
Die Parlamentswahl 1937 verlief für die Frente sehr positiv. Die Radikalen steigerten ihren Stimmenanteil leicht von 18 % auf 19 % und die Sozialisten konnten sich auf 11 % nahezu verdoppeln. Die Kommunistische Partei war von Präsident Alessandri verboten worden, erlangte aber selbst unter dem Namen „Partido Nacional Democrático“ 4 % der Stimmen und damit viermal so viel wie fünf Jahre zuvor.

### Die Präsidentschaftswahl 1938
Zur Präsidentschaftswahl 1938 trat Pedro Aguirre Cerda (PAC) unter dem Motto „Pan, Techo y Abrigo“ gegen Alessandris rechtsliberalen Finanzminister Gustavo Ross an („Orden y Trabajo“). Dieser stützte sich auf die Partido Conservador, die Partido Liberal, die Partido Demócrata und den drei Jahre zuvor gegründeten Unternehmerverband Confederación de la Producción y del Comercio (COPROCO, inzwischen CPC). Nach einem Putschversuch zusammen mit jungen Nazis (Masacre del Seguro Obrero) musste Ex-Diktator Ibañez seine Kandidatur zurückziehen. Paradoxerweise unterstützten die im Gefängnis sitzenden Nazis die Frente Popular und verhalfen Cerda zum Wahlsieg.

### Die Regierung Aguirre Cerdas
Anders als die Sozialisten, die mit dem 30-jährigen Salvador Allende etwa den Gesundheitsminister stellten, unterstützten die Kommunisten zwar den Wahlkampf Pedro Aguirre Cerdas, beteiligten sich jedoch nicht an der Regierung. So sollte eine zu starke Identifizierung mit dem bürgerlichen Präsidenten verhindert werden. Die von den Radikalen dominierte Regierung kam inhaltlich den Arbeiterparteien wenig entgegen und setzte kaum Arbeiter-freundliche Politik um, doch wurde der Konflikt wegen der gespannten außenpolitischen Lage während des Zweiten Weltkrieges nicht virulent.

### Parlamentswahl 1941
Die Parlamentswahlen 1941 brachte für die Parteien der Volksfront einen großen Erfolg. Die Arbeiterparteien erzielen zusammen mehr als ein Drittel aller Stimmen (die PS alleine 17 %) und die Radikalen verbessern sich nochmals auf 22 %.

### Ende der Volksfront
Trotz des Wahlerfolges zerbrach die Frente Popular in Chile noch im gleichen Jahr, als sich PS und CTCH aus der Volksfront zurückzogen. Letztlich waren die Gegensätze in Innen- wie Außenpolitik für ein dauerhaftes Bündnis zu groß.

## Die radikalen Regierungen bis 1952
Kurz nach dem Rückzug der Sozialisten aus der Frente Popular starb Präsident Cerda. Bei den Neuwahlen 1942 unterstützte die Sozialistische Partei aber wieder den Kandidaten der Radikalen, Juan Antonio Ríos. Dieses Wahlbündnis trug den Namen "Alianza Democratica" (Demokratische Allianz) Die Kommunistische Partei zog ihren eigenen Kandidaten Óscar Schnacke kurz vor der Wahl zurück, um einen Sieg von Carlos Ibañez zu verhindern, dem Ex-Diktator, Ex-Nazi und Ex-Putschisten, der von den konservativen Parteien unterstützt wurde. Die nächsten zehn Jahre regierten die radikalen Präsidenten Antonio Ríos und Gabriel González Videla, die zwar auf Wahlkampfbündnisse und periodische parlamentarische Unterstützung durch die Arbeiterparteien bauten, jedoch nicht mehr eine dauerhafte Koalition wie die Frente Popular zusammenstellten. Dafür waren die Regierungen extrem labil (die durchschnittliche Lebensdauer einer Regierung war weniger als vier Monate), oft wurden Militärs zu Ministern ernannt und immer wieder wichen die Radikalen auf die Unterstützung durch Rechtsparteien aus. 1948 wurde die Kommunistische Partei sogar verboten.

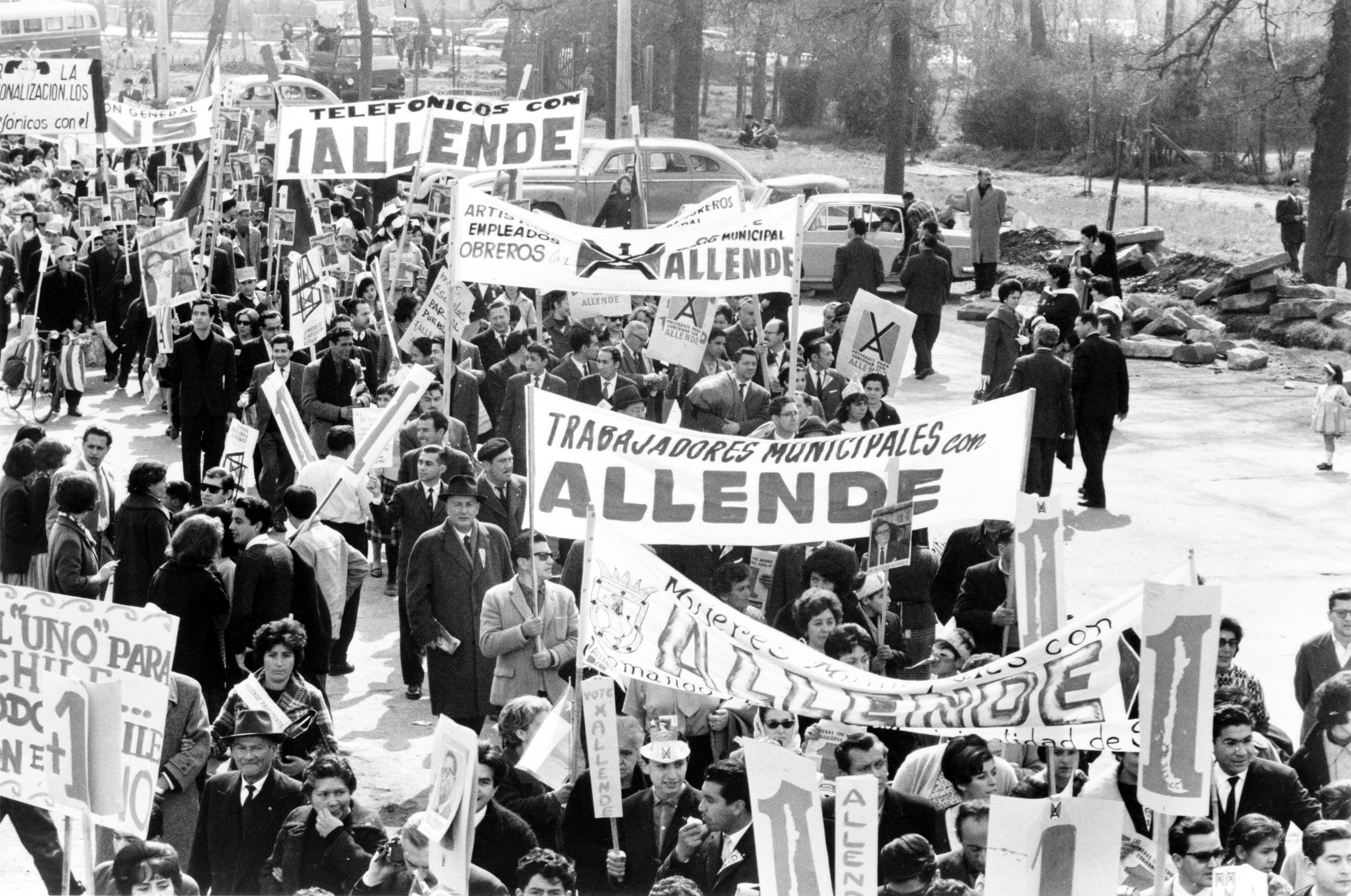
Demonstration für Allende

## Die Unidad Popular
Die Frente de Acción Popular (FRAP) und ihre Nachfolgerin Unidad Popular (UP) war ein Bündnis von Linksparteien, das zwischen 1958 und 1973 bestand und mit Salvador Allende 1970–73 auch den Präsidenten stellte. Zeitgenössische Politiker wie auch marxistische Politikwissenschaftler und Historiker bezeichnen diese Koalition oft als "Volksfront". In mindestens zwei Aspekten unterscheidet sich die UP jedoch fundamental von der Frente Popular von 1936.
1. Die FRAP/UP bestand nur aus revolutionär-extremistischen Linksparteien und schloss keine bürgerlichen Gruppen mit ein. Zwar war die radikale Partei Mitglied, allerdings erst nach einer Abspaltung der gemäßigten Kräfte und der Umbenennung in Partido de Izquierda Radical (PRI).
2. Die UP wurde nicht als Reaktion auf eine faschistische oder nationalsozialistische Bedrohung des Landes gegründet. Vielmehr ging es um eine Transition Chiles in eine sozialistische Gesellschaft. Die Linke sah die Gefahr eines Putsches, doch sowohl die letzte Rechtsregierung (Jorge Alessandri, 1958–64) als auch die spätere Diktatur Pinochets waren in weiten Teilen faschistisch. Dies drückt sich etwa in der marktliberalen wirtschaftspolitischen Ausrichtung und der Unterstützung durchs Monopolkapital aus. Auch in seiner systematischen Brutalität und seinem Hass gegen "Linke" ähnelt das Pinochet-Regime europäischen Faschismen der 1930er und 1940er Jahre.